# Счётная палата (Франция)

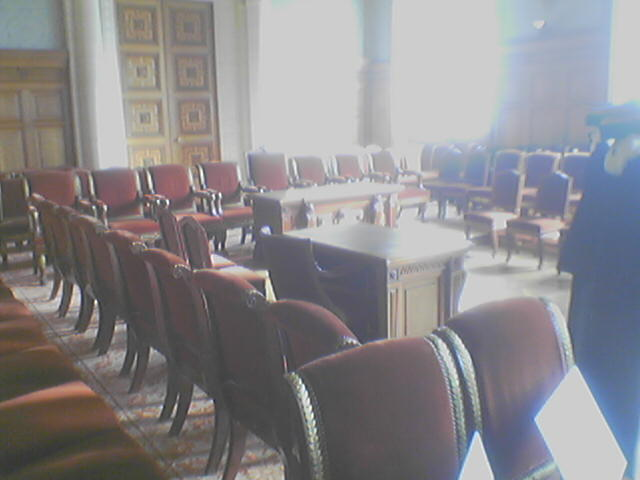
Зал Счётной палаты

Счётная палата (фр. Cour des comptes) — государственный орган, является французским административным судом, которому поручено проводить финансовый и законодательный аудит большинства государственных и некоторых частных учреждений, включая центральное правительство, национальные государственные предприятия, агентства социального обеспечения (с 1950 года) и государственные службы (с 1976 года). Палата по сути представляет собой нечто среднее между судом казначейства, ведомством генерального контролёра и ведомством генерального аудитора в странах с общим правом.
Палата является высшим органом государственного управления, куда в основном набираются лучшие студенты, окончившие Национальную школу администрации.
Три обязанности Палаты заключаются в проведении финансового аудита счетов, проведении аудита качества государственного управления и предоставлении информации и рекомендаций парламенту и администрации Франции. Палата проверяет правильность ведения бухгалтерского учёта и надлежащее обращение с государственными средствами. Основанная в 1807 году, Палата является преемником Парижской счётной палаты при монархии, или т. н. Старом порядке, и имеет имманентную (неотъемлемую) юрисдикцию для проверки всех государственных должностных лиц и ведомств. Счётная палата независима от законодательной и исполнительной ветвей власти. Однако французские конституции 1946 и 1958 годов возложили на Палату обязанность помогать Кабинету министров и парламенту в регулировании государственных расходов.

## История

### ПриСтаром порядке
Изначально финансовые счета королевства путешествовали вместе с королями Франции, поскольку они имели важное значение при заключении хартий и договоров, которые скреплялись печатями короля и его вассалов.

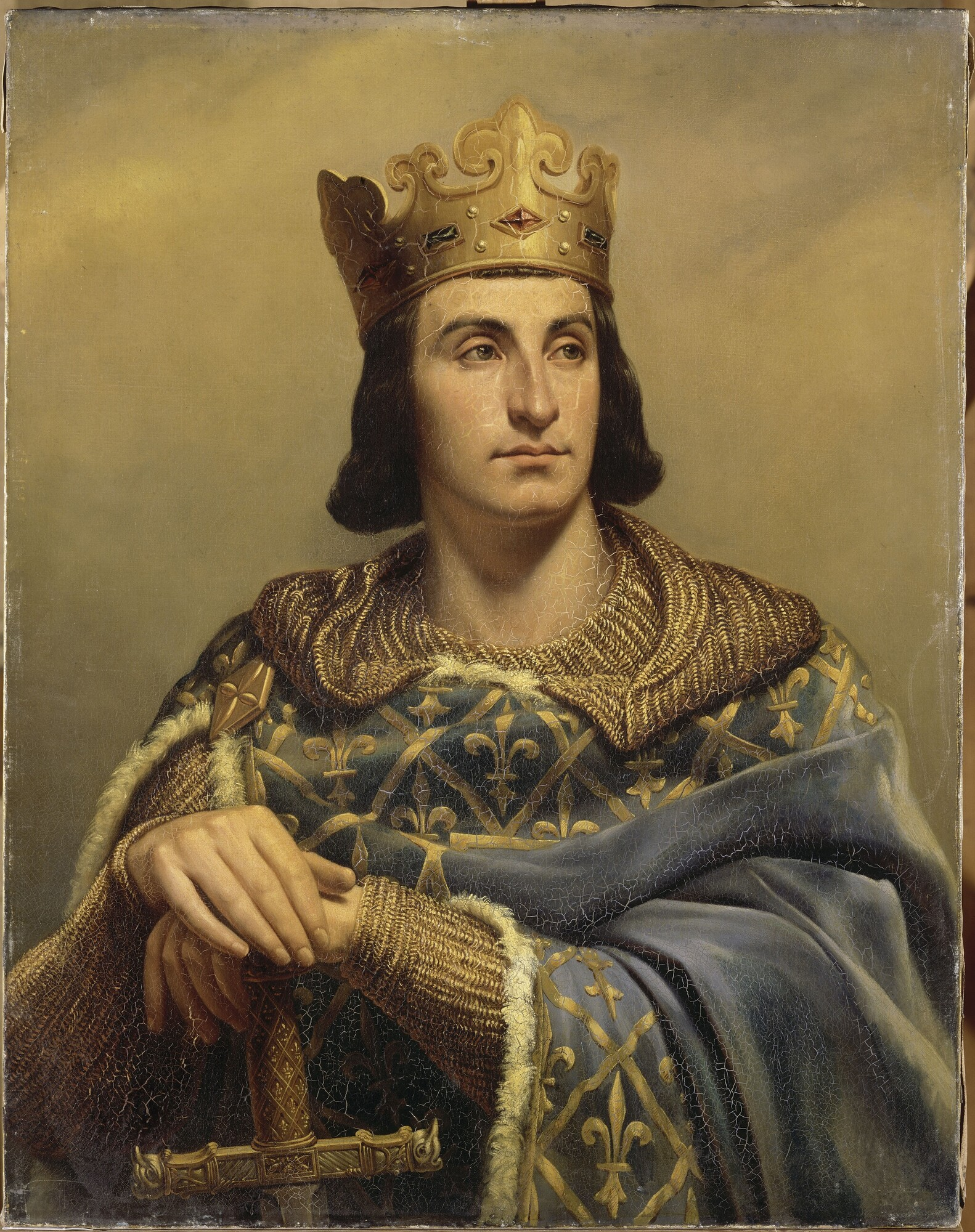
Филипп II Август

Однако после утери всех налоговых счетов королевства Франции в битве Филиппа II Августа с королём Англии Ричардом I в 1194 году в графстве Блуа (английский суверен захватил сундуки, содержащие счета французского королевства, и отказался их вернуть) Филиппом II было принято решение о создании прообраза Счётной палаты. Её расположили на острове Сите, а сокровищницу в Тампле.
В 1256 году в одном из ордонансов Королевского двора (именовавшегося тогда Curia Regis) Людовика IX впервые упоминается комиссия, в которую административные чиновники Верхней Нормандии должны были ежегодно предоставлять свои финансовые отчёты.

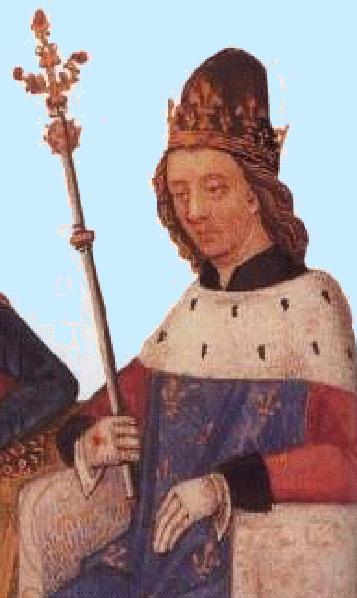
Филипп V Длинный

Официально же эта организация была учреждена ордонансом Филиппа V в 1320 году. Согласно ему, в ней вместе с сувереном финансов (фр. Souverain des finances) (представителем короля) должны были заседать главные клерки (фр. Maîtres clercs), прообразы нынешних главных советников. Главным приоритетом Счётной палаты становится контроль над государственными доходами.
В конце XIV-го века в Палате появляются должности председателя и представители прокуратуры. Во французском финансовом праве происходит разделение распорядителей финансовых средств и бухгалтеров (фактически выплачивающих денежные средства). Теперь одно и то же лицо не могло быть и распорядителем, и бухгалтером. В то же время Палата стала независимым от Королевского двора учреждением.
В 1467 году Людовик XI принял указ, согласно которому посты в Счётной палате освобождаются только в случае смерти, добровольной отставки или осуждения за злоупотребления их прежних владельцев. Именно тогда были заложены основы несменяемости судей, необходимые для их беспристрастной работы.

### Наполеон: переосмысление

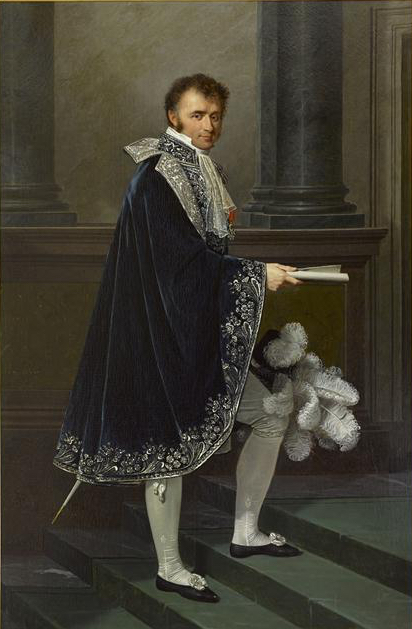
Граф Мольен, министр государственного казначейства

После Великой французской революции 17 сентября 1791 года была упразднена Счётная палата и различные аналогичные учреждения (которых к тому времени существовало более десятка). Бухгалтерское бюро, созданное Учредительным собранием и преобразованное в Счётную комиссию Конвентом, не имело ни полномочий, ни средств, чтобы контролировать законность использования государственных средств. Чтобы завершить формирование финансовой организации правительства, ему не хватало учреждения, способного контролировать обращение с государственными средствами.
Законом от 16 сентября 1807 года Наполеон Бонапарт учредил Счётную палату, единый централизованный орган для контроля за государственными счетами. Учреждение Счётной палаты и принятие торгового кодекса были наиболее важными законодательными актами 1807 года. В то время министром государственного казначейства был Никола Франсуа Мольен.

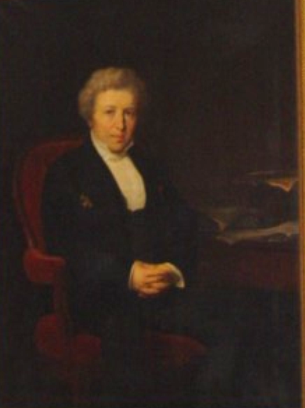
Граф Беренже, Жан (1767-1850), государственный советник, генеральный директор Гарантийно-амортизационная касса (Франция), сменивший на этом посту Мольена

5 сентября государственные советники Жак Дефермон, Жан Беренже и Франсуа Жобер получили указание представить в Законодательный корпус от имени Его Величества законопроект о создании Счётной палаты. Обсуждение отложено до 16 сентября. Беренже составил и представил императору императорский указ от 28 сентября 1807 года об организации Счётной палаты.

### XIX-йиXX-йвека
Счётная палата заседала во дворце д’Орсе до его пожара во время Парижской коммуны в 1871 году. Затем она временно разместилась в Пале-Рояле, а затем в 1912 году переехала на улицу Камбон, 13, в Дворец Камбон, построенный по плану Констана Муайо возле собора Успения Богоматери. С тех пор палата сильно расширилась и теперь занимает и другие здания в районе.
Законом от 25 сентября 1948 года был создан Суд бюджетной дисциплины — ассоциированный орган при Счётной палате. Судом руководил первый председатель Счётной палаты. В его полномочия входил контроль порядка и законности управления публичными финансами. Таким образом, Суд бюджетной дисциплины стал контролировать действия не только бухгалтеров, но и распорядителей. В отличие от Счётной палаты он рассматривает дела только по запросам председателей палат парламента, членов правительства, некоторых других должностных лиц и разбирает дела, связанные с персональной ответственностью лиц, участвующих в исполнении бюджета (за исключением министров). Как правило, на рассмотрение Суда передавались нарушения, выявленные в ходе проверок Счётной палаты. В 1963 году Суд бюджетной дисциплины был трансформирован в Суд бюджетной и финансовой дисциплины.
В 1982 году, в рамках проводимой политики децентрализации, Законом от 2 марта N 82 — 213 были созданы региональные счётные палаты.

### XXI-йвек
Новый этап модернизации Счётной палаты Франции произошёл в начале XXI в. В ходе реформы государственных финансов 2001 года на Счётную палату были возложены принципиально новые функции. Согласно ст. 58 п. 5 Органического закона о финансовых законах, Счётная палата должна подтверждать достоверность представленной на её рассмотрение отчётности. Подтверждение достоверности государственной отчётности подразумевает проверку трёх аспектов: её ведение в соответствии с существующими правилами, отсутствие намеренных фальсификаций и точность представленных показателей. Документ, подтверждающий достоверность государственной отчётности, направляется Счётной палатой в парламент в качестве приложения к проекту закона об исполнении бюджета.

## Состав

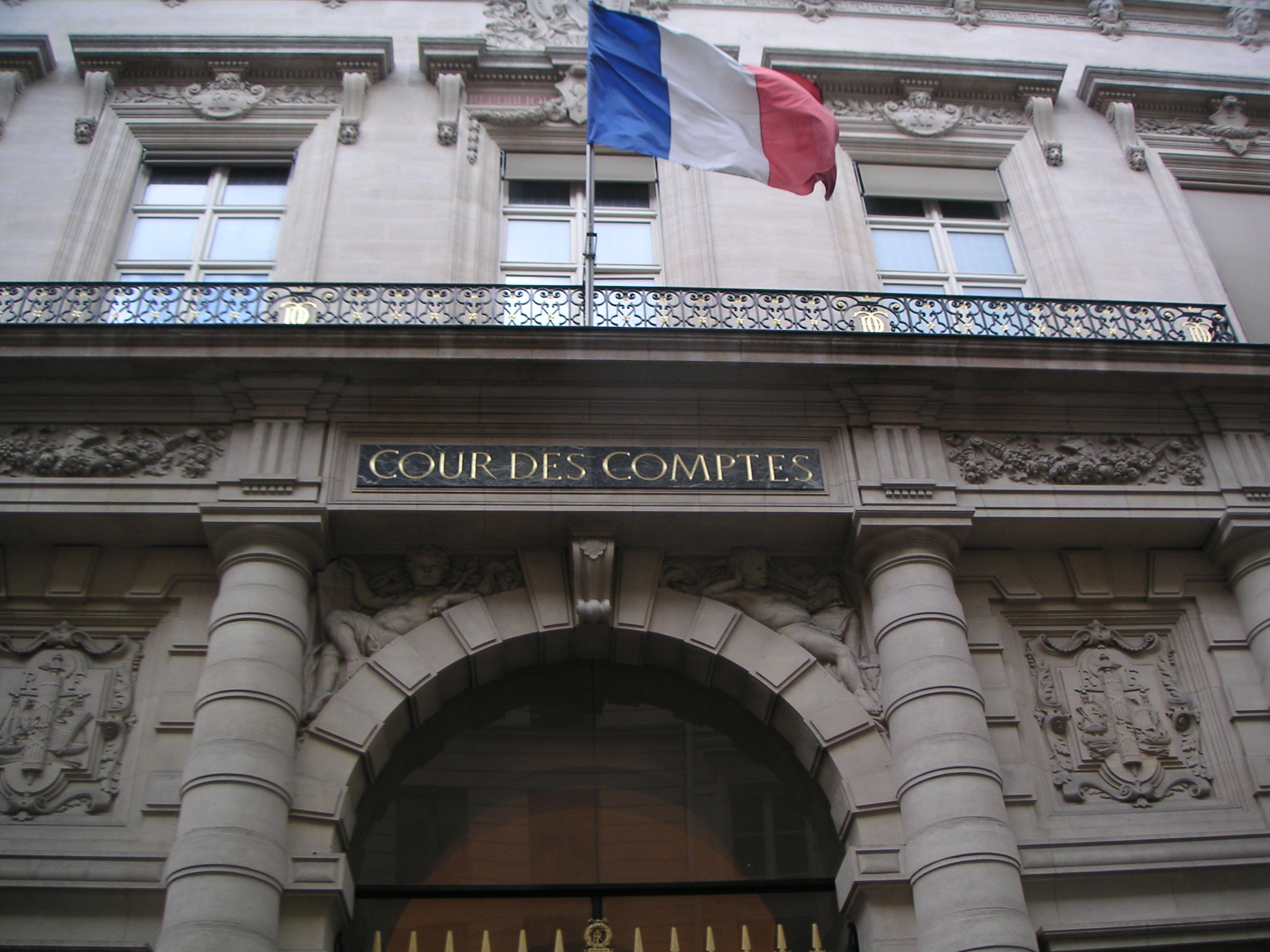
Главный вход. Дворец Камбон, дом 13, Улица Камбон, Париж

Главой Палаты является Первый председатель (фр. Premier président), который назначается постановлением совета министров, не требующим рассмотрения в парламенте. После назначения председателю Палаты и председателям коллегий гарантируется несменяемость. При Палате действует собственная прокуратура с главным прокурором, главным заместителем прокурора и двумя заместителями прокурора, которая представляет в Палате правительство. Палата разделена на шесть коллегий, в каждой из которых насчитывается около 30 судей и их заместителей, которые возглавляют председатели коллегии:
- 1-я коллегия: экономическая и финансовая компетенция государства; финансирование экономики и государственных финансовых учреждений; государственные финансы и государственные счета; промышленность, торговля и услуг;
- 2-я коллегия: энергетика, транспорт и телекоммуникации, сельское и морское хозяйства, окружающая среда;
- 3-я коллегия: образование, молодёжь и спорт, высшее образование, наука, культура и коммуникация;
- 4-я коллегия: оборона, внутренняя безопасность, юстиция, иностранные дела, органы государственной власти, аппарат премьер-министра, региональная администрация, местные государственные финансы, обжалование решений областных и территориальных контрольно-ревизионных палат;
- 5-я коллегия: работа и занятость, города и жильё, территориальные вопросы, иммиграция и интеграция, социальная сплочённость и солидарность, благотворительность;
- 6-я коллегия: социальное обеспечение, здравоохранение, медико-социальный сектор.

Сотрудники палаты, как правило, делятся на три группы по рангу:
- советники-мэтры (фр. Conseillers-maîtres):
  - рассматривают, выслушивают и выносят решения в комиссиях;
- советники-референты (фр. Consuillers Référendaires):
  - разделены на 2 класса; ведут дела;
- Аудиторы (фр. Auditeurs):
  - разделены на 2 класса; председательствуют на слушаниях, собирают доказательства, проводят аудит и составляют отчёты.

Все сотрудники Палаты являются выпускниками Национальной административной академии или набираются в Генеральной инспекции финансов.

## Юрисдикция и обязанности

### Первоначальная юрисдикция

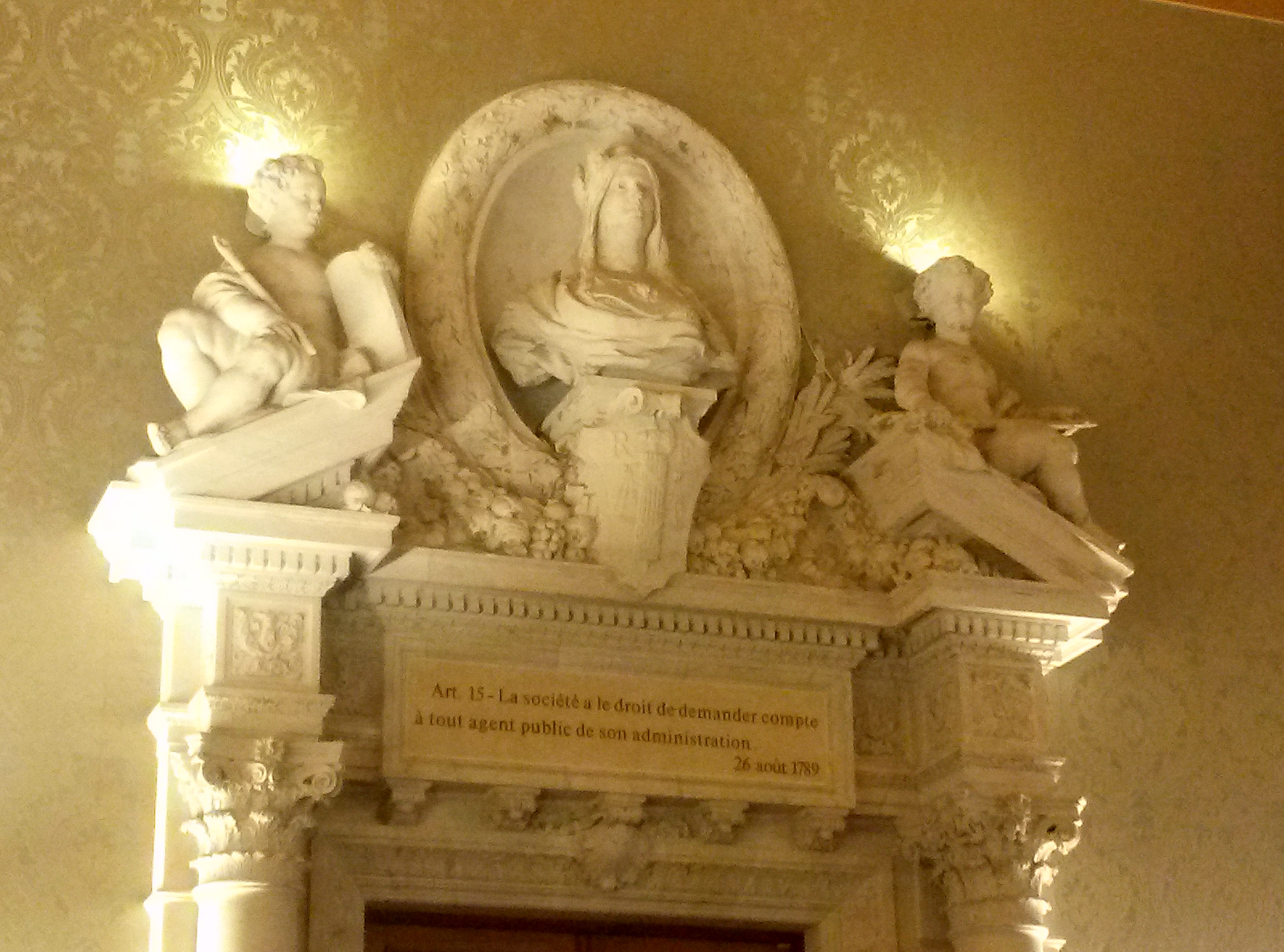
Деталь украшения Счётной палаты, со ссылкой на статью 15 Декларации прав человека и гражданина

Счётная палата Франции обладает первоначальной юрисдикцией для аудита. Каждая коллегия Палаты осуществляет контроль счетов министерства, входящего в сферу её деятельности, а также контроль бухгалтерской отчётности государственных учреждений и различных организаций, входящих в систему этих министерств. Палата также имеет право проверять лиц, действующих в качестве бухгалтеров, но не сертифицированных как таковых. Если счёт признан верным, то Палата освобождает бухгалтера от обязательства. Если, однако, обнаруживается, что счёт ошибочен, то неплательщик признаётся должником. Любое из этих решений может быть обжаловано в суде, или на них может быть подана апелляция в Верховной суд Франции.
Объектами аудита являются:
- Государственные счета, бюджеты и фонды;
- Государственные корпорации;
- Национальные и государственные учреждения, организации социального обеспечения, филиалы и дочерние компании государственных корпораций;
- Организации, финансируемые правительством;
- Организации, финансируемые из государственного бюджета.

### Апелляционная юрисдикция
Решение нижестоящей счётной палаты может быть обжаловано в главной Счётной палате в течение двух месяцев с момента его вынесения. Впоследствии, если стороны по-прежнему не пришли к соглашению, Государственный совет рассматривает дело в последней инстанции.
Счётная палата Франции составляет свою программу аудита совершенно независимо и наделена очень широкими полномочиями по анализу и проверке. Она публикует и представляет ежегодный аудиторский отчёт президенту Франции и парламенту. В отчёте содержится подробное описание ненадлежащей или, возможно, мошеннической деятельности со стороны правительства, а также содержится критика управления и использования государственных средств. Палата также проверяет распорядителей финансовых средств и их расходы.

## Процедура аудита

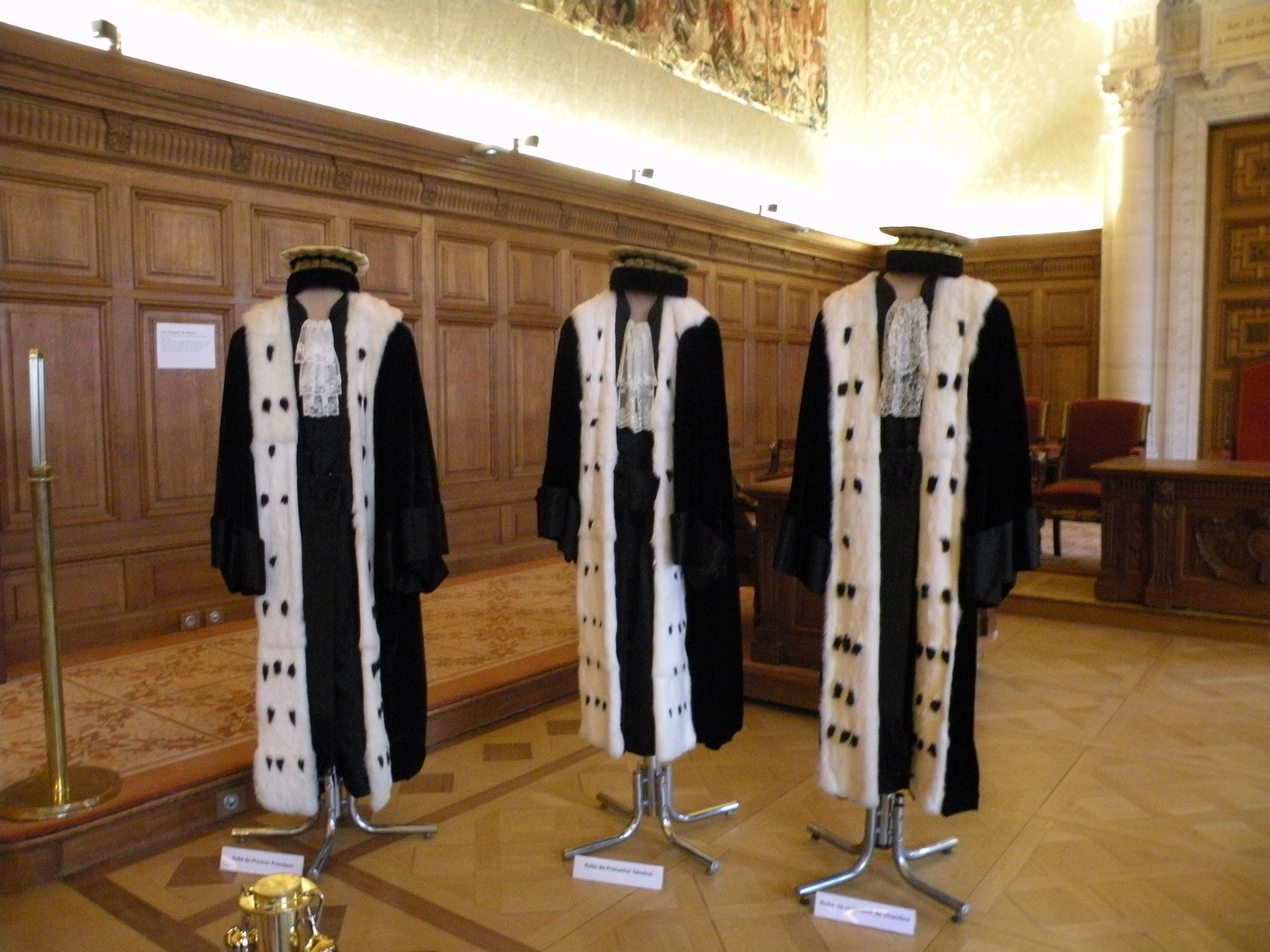
Мантии судей Счётной палаты

Помимо сообщения о ненадлежащей практике, Палата рассматривает отчётность государственных финансовых и бюджетных должностных лиц, коллекторских агентств или казначейских отделов, то есть казначеев, генеральных кассиров, сборщиков налогов, сертифицированных бухгалтеров. Она может оштрафовать их за несвоевременную отчётность. В таких случаях Палата налагает штраф на государственных бухгалтеров на ту сумму, которую они из-за ошибки с их стороны неоправданно уплатили или недополучили от имени государства. Для лица, нарушившего обязательства, указывается дебет (débet, от лат. «он должен»), не ограниченный по сумме, и неплательщик становится должником государства. Поэтому государственные бухгалтеры должны иметь страхование ответственности за исполнение своих обязательств. Однако Министерство финансов часто идёт навстречу неплательщикам, сокращая их задолженность, особенно когда полная сумма слишком велика, чтобы провинившийся мог её выплатить из своего кармана. Если в ходе аудита какого-либо счёта обнаруживается, что по нему наступил дефолт, то Палата издаёт квитанцию (arrêt de quitus или arrêt de décharge), которая оправдывает и освобождает от обязательств должностное лицо, и урегулирует состояние счета.

## Региональные счётные палаты
Счётная палата Франции возглавляет 27 региональных счётных палат. Главная Счётная палата действует в качестве административного руководства и апелляционного суда в отношении финансового потока, рассматривает апелляции региональных палат и издаёт и публикует постановления и административные распоряжения. Региональные счётные палаты были созданы в 1982 году, чтобы помочь разгрузить главную Палату от большого количества дел. С момента своего создания они обладают первоначальной юрисдикцией для большинства местных, окружных и региональных бухгалтерских вопросов в континентальной Франции и её зарубежных зависимых территориях. Это означает, что они проверяют счета, а также государственные учреждения на предмет мошенничества, растраты или незаконного присвоения. В случае бюджетного несоответствия палата может попросить местного префекта вмешаться и контролировать использование государственных средств до тех пор, пока бюджетные проблемы не будут исправлены.
Каждая региональная палата также разделена на коллегии, куда входят исполняющий обязанности судьи, который также является помощником или заместителем судьи в главной Счётной палате, и двух младших судей. Судьи имеют гарантии несменяемости, а некоторые из них также выполняют прокурорские функции в канцелярии прокурора Счётной палаты Франции. В ведении областных палат находятся:
- бюджетный аудит и оценка использования и управления бюджетом местных общественных учреждений;
- аудит учреждений и агентств в данной региональной юрисдикции, а именно: государственных учреждений (школы, государственное жилищное строительство, больницы) или групп, финансируемых или поддерживаемых местными органами власти или государственными учреждениями (союзами или торговыми ассоциациями);
- оценка эффективности управления финансами.

Счета, признанные ошибочными, переводятся в дебет, а счета, по которым наступил дефолт, а также фиктивные счета передаются местному префекту.
Счета городов с населением менее 3500 человек и поступления на общую сумму менее 750 000 евро автоматически передаются казначею местного округа или региона. Решение региональной счётной палаты может быть обжаловано в той же палате или в главной Счётной палате Франции.

## Некоторые известные нынешние или бывшие члены Счётной палаты

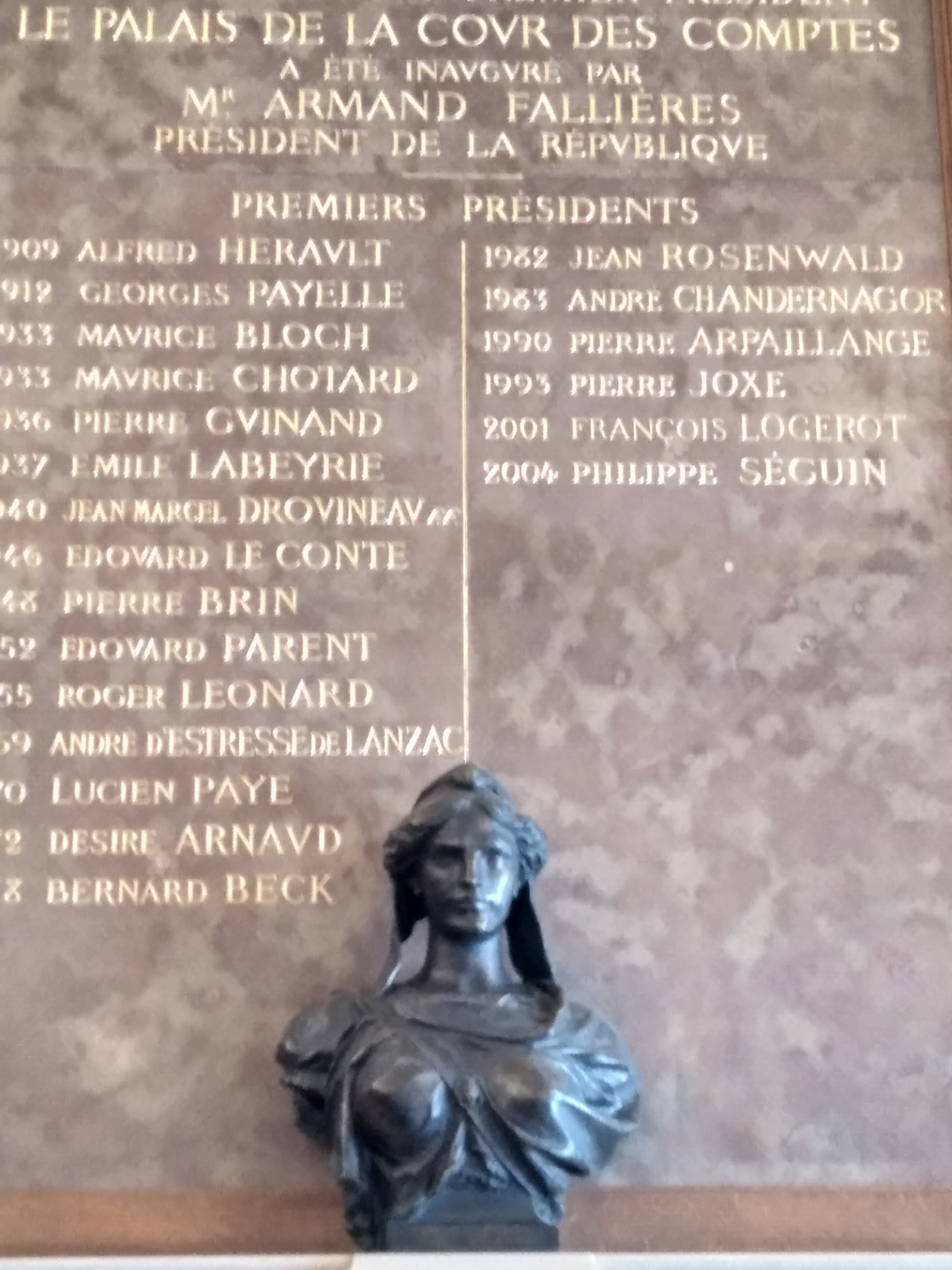
Список первых председателей, находящийся в библиотеке Счётной палаты

- Жак Ширак
- Франсуа Олланд